# Cantone di Gacé
Il Cantone di Gacé era una divisione amministrativa dell'arrondissement di Argentan.
È stato soppresso a seguito della riforma complessiva dei cantoni del 2014, che è entrata in vigore con le elezioni dipartimentali del 2015.
Comprendeva i comuni di:
- Chaumont
- Cisai-Saint-Aubin
- Coulmer
- Croisilles
- La Fresnaie-Fayel
- Gacé
- Mardilly
- Ménil-Hubert-en-Exmes
- Neuville-sur-Touques
- Orgères
- Résenlieu
- Saint-Evroult-de-Montfort
- Le Sap-André
- La Trinité-des-Laitiers